# Fehlerkalkül
Fehlerkalkül ist ein Begriff aus der Rechtsphilosophie und bezeichnet jene Rechtsnormen, welche die Geltung von anderen Normen trotz ihrer Fehlerhaftigkeit festsetzen. Der zugrundeliegende Gedanke wird auch Vernichtbarkeitslehre genannt. Der Begriff des positivrechtlichen Fehlerkalküls wurde von Adolf Julius Merkl geprägt, einem Schüler Hans Kelsens und Vertreter der Reinen Rechtslehre.

## Bedeutung
Die Geltung einer Rechtsnorm setzt nach den allgemeinen Regeln über die Normenhierarchie grundsätzlich voraus, dass sie mit den einschlägigen Vorschriften über ihr Zustandekommen (Verfahrensvorschriften) sowie auch inhaltlich mit geltendem (höherrangigen) Recht vereinbar ist. Genügen sie diesen Anforderungen nicht, sind sie nichtig und somit rechtlich irrelevant.
Aus den Bestimmungen über die Anfechtbarkeit von Rechtsnormen und die Statthaftigkeit von Rechtsmitteln schließt die Reine Rechtslehre jedoch, dass auch möglicherweise rechtswidrige Rechtsakte im rechtlichen Sinne existieren, also gelten müssen. Die Rechtsordnung schließe mithin – entgegen der Lehre vom Nichtigkeitsdogma – die absolute Nichtigkeit von rechtswidrigen Rechtsnormen aus und ordne stattdessen die Geltung rechtswidriger Rechtsnormen bis zu ihrer Überprüfung und Aufhebung durch die zuständige Rechtsschutzeinrichtung (Gerichte) an (relative Nichtigkeit, auch Vernichtbarkeit). 
Das Fehlerkalkül beschreibt die von der Rechtsordnung in Kauf genommene Möglichkeit von Fehlern bei der Rechtserzeugung, sowohl bei der Rechtssetzung (Gesetze und Verordnungen) als auch bei der Rechtsanwendung im Einzelfall (Bescheide und Urteile). Trotz Rechtswidrigkeit seien Gesetze, Verordnungen und Einzelfallentscheidungen so lange bindend, bis sie durch ein dazu berufenes Gericht oder eine zuständige Behörde aufgehoben werden. Andernfalls können sie trotz Fehlerhaftigkeit in Bestands- bzw. Rechtskraft erwachsen.
Mit diesen Prämissen lässt sich jedoch nicht erklären, warum rechtswidrige Rechtsakte existieren und angewendet werden, obwohl es sie eigentlich nicht geben dürfte.

## Österreich
Der Begriff Fehlerkalkül ist vor allem in der Dogmatik des öffentlichen Rechts gebräuchlich, die weitgehend auf den rechtstheoretischen Fundamenten der Reinen Rechtslehre beruht.
Die Prüfung, ob ein Gesetz verfassungswidrig ist, wird in Österreich vom Verfassungsgerichtshof durchgeführt. Damit soll die Einheitlichkeit der Rechtsprechung gewährleistet werden. Gemäß Art 140 Bundes-Verfassungsgesetz ist dieser zur Prüfung der Verfassungsgemäßheit von Bundes- und Landesgesetzen berufen.
Ist ein Gesetz verfassungswidrig, ist es vom VfGH aufzuheben.  Die Entscheidung hat konstitutive Wirkung ex nunc oder ab bis zu einem Jahr später. Die Aufhebung ist nur möglich, wenn das verfassungswidrige Gesetz bis zum Zeitpunkt der Aufhebung in Kraft war. Andernfalls kann der Verfassungsgerichtshof nur feststellen, dass das Gesetz verfassungswidrig war.

## Deutschland
Was die Fehlerfolgen von Verwaltungsakten angeht, kommt der Rechtsgedanke des Fehlerkalküls zum Ausdruck, ohne namentlich erwähnt zu werden. Denn grundsätzlich sind auch rechtswidrige Verwaltungsakte wirksam (vgl. § 43). Sie können jedoch behördlich oder gerichtlich in gesetzlich vorgesehenen Verfahren aufgehoben werden. Nur ausnahmsweise sind Verwaltungsakte nichtig und daher unwirksam (§ 43 Abs. 3, § 44 VwVfG). 
In Bezug auf Rechtsnormen folgt die herrschende Meinung traditionell dem Nichtigkeitsdogma, nicht der Vernichtbarkeitslehre. In der Regel erklärt das Bundesverfassungsgericht verfassungswidrige Rechtsnormen deklaratorisch für nichtig (§§ 78 Satz 1, 82 Abs. 1, 95 Abs. 3 Satz 1 BVerfGG). Davon macht es mit der bloßen Unvereinbarerklärung in gewissen Fällen eine Ausnahme. Im Laufe der Zeit wuchsen Zweifel am Nichtigkeitsdogma.

## Vereinigte Staaten
Im US-amerikanischen Recht hingegen gilt die absolute Nichtigkeit der Gesetze, verfassungswidrige Gesetze sind von Anfang an (absolut) nichtig.